# Елизавета Антоновна
Елизавета Антоновна (16 сентября (27 сентября) 1743, Холмогоры — 9 октября (20 октября) 1782, Горсенс) — младшая дочь принца  Антона Ульриха и принцессы Мекленбургской Анны Леопольдовны, сестра российского императора Ивана VI.

## Биография

### Ранняя жизнь
Родилась 27 сентября 1743 года. Родители Елизаветы Антоновны жили в Холмогорах в ссылке, поскольку по завещанию Анны Иоанновны брауншвейгские принцы и принцессы имели больше прав на российский престол, чем императрица Елизавета Петровна и её племянник Пётр Фёдорович, объявленный наследником. В отличие от их старшего брата, свергнутого Ивана VI, который содержался отдельно, младшие братья и сёстры были вместе со своим отцом и матерью. Их мать умерла в родах в 1746 году.
В Холмогорах семья занимала дом епископа, где у них был небольшой сад и домашний скот. Они находились под надзором охраны и содержали небольшую свиту слуг: поскольку их отец имел отношения со служанками, их персонал по большей части состоял из их единокровных братьев и сестёр.
В соответствии с имперским указом 1750 года, братьям и сёстрам было запрещено учиться читать и писать.

### Правление Екатерины II
Натан Эйдельман пишет, что у Елизаветы был любовник Иван Трифонов.
В 1766 году императрица Екатерина II предложила их отцу свободу, но он отказался оставить детей. Он скончался 1774 году, и к тому времени был слепым. В 1780 году Екатерина организовывала их освобождение и передачу под опеку их тётки по отцовской линии, вдовствующей королевы Дании Юлианы Марии Брауншвейг-Вольфенбюттельской. Перед освобождением их привезли в Архангельск для допроса и проверки губернатором Алексеем Петровичем Мельгуновым. Мельгунов представил личные описания каждого принца и принцессы в своём отчёте.
Он сообщил, что все четверо братьев и сёстер имели слабое здоровье. В отличие от братьев и сестры, Елизавета Антоновна была пухлой, энергичной и разговорчивой особой, которая главенствовала в семье. Несмотря на физическую слабость, все четверо братьев и сестёр были описаны как умные, приятные и гуманные люди, которые, несмотря на запрет, самостоятельно научились читать и писать. Они были очень дружны. Они ухаживали за садом, своими курами и утками, катались на лошадях, зимой гонялись друг за другом на замёрзшем озере, играли в шахматы и карты.
Елизавета, как глава семьи, говорила с Мельгуновым о жизни семьи. Она рассказала, что до того, как их отец ослеп, они все хотели быть свободными и надеялись, что их освободят. Они попросили разрешения покататься на санях по улицам, но так и не получили ответа ни на одно из прошений. Что касается её лично, она хотела бы научиться придворному этикету и участвовать в жизни высшего общества. Однако теперь, когда они прожили всю свою жизнь в заключении, они научились радоваться тому, что имеют. У них было только три желания: во-первых, они хотели, чтобы им разрешили сходить на луг, поскольку они слышали, что там растут цветы, которых нет в их саду; во-вторых, чтобы жёнам их охранников можно было их навещать, чтобы составить компанию; и, наконец, они хотели узнать, как надевать и носить предоставленные им предметы одежды высшего общества, такие как корсеты, поскольку ни они, ни их слуги не знали, что с ними делать. Она сказала, что выполнение этих трёх желаний их осчастливят, и они будут вполне довольны своей жизнью.

### Дальнейшая жизнь
Перед их отправкой в Данию братья и сёстры получили новую одежду и подарки от императрицы, чтобы Россия произвела хорошее впечатление на Данию. Когда им сказали, что их перевозят в Данию, они попросили поселить их в уединённом месте. Покидая Россию на корабле 27 июня 1780 года, братья и сёстры начали плакать, увидев крепость в Архангельске; они думали, что их обманули и собираются разлучить.
30 августа 1780 года они прибыли в Данию. По бюрократическим причинам по прибытии они были вынуждены расстаться со своими слугами (и единокровными братьями и сёстрами). В Дании их тётка, вдовствующая королева Юлиана Мария, ни разу их не посетила. Они жили под домашним арестом в Хорсенсе в Ютландии под опекой Юлианы Марии за счёт императрицы Екатерины. Несмотря на то, что они были заключёнными, они жили в относительном комфорте и имели небольшой «двор» из 40-50 датчан, а также русского православного священника. Братья и сёстры так и не привыкли к жизни в окружении людей, чей язык они не понимали. Они были несчастны в Дании.
Умерла 20 октября 1782 года.